# David Dobrik
David Julian Dobrik (Košice, 23 de julho de 1996) é uma personalidade do YouTube nascido na Eslováquia, conhecido por ser o líder de facto do popular grupo do YouTube The Vlog Squad. Ele começou sua carreira no Vine antes de criar seu próprio canal no YouTube no final de 2014. Seus vídeos do tipo vlog geralmente apresentam seus amigos, colegas, e ex-namorada Viners, como Liza Koshy, Gabbie Hanna e Jason Nash. Seu principal canal já atingiu mais de 17 milhões de assinantes.

## Início da vida
Dobrik nasceu em Košice, na Eslováquia, em 1996. Sua família mudou-se para Vernon Hills, Illinois, um afluente subúrbio de Chicago, quando Dobrik tinha seis anos de idade. Dobrik é protegido pelo DACA (Deferred Action for Childhood Arrivals). Durante seus anos de faculdade, ele se mudou para Los Angeles para impulsionar sua carreira no Vine. Dobrik tem três irmãos chamados Ester, Sara e Toby.

## Carreira

### 2013–2016: Início no Vine e no YouTube
Em 2013, Dobrik carregou seu primeiro vine. Ele colaborou no Vine com outros viners populares, como Lizzza, The Gabbie Show, Jason Nash e Zane & Heath. Antes de iniciar seu próprio canal no YouTube, Dobrik fazia parte do grupo do YouTube, Second Class. No final desse canal em 2015, Dobrik e a empresa conquistaram mais de 18.000 inscritos. O fim da Second Class veio pouco depois de Dobrik criar seu canal pessoal no YouTube, David Dobrik. Em uma série constante de vlogs. Ele contou com muitos de seus ex-colaboradores do Vine em seus vídeos. Em agosto de 2016, Dobrik criou seu segundo canal, David Dobrik Too, onde ele posta falhas e vídeos de desafio.

### 2017–presente: YouTube e "The Vlog Squad"
Dobrik ganhou fãs nos últimos anos devido a seus vídeos que ele publica dois dias por semana. Em 2017, Dobrik venceu o Vlogger of the Year no Ninth Annual Shorty Awards. Em 2018, Dobrik ganhou First Person no 2018 Streamy Awards, enquanto o Vlog Squad ganhou o Best Ensemble Cast com o nome "David's Vlog". Dobrik foi nomeado uma das "10 Personalidades da Mídia que Fazem Mais Barulho" em 2018 pela PAPER Magazine, ao lado de Bretman Rock, Trisha Paytas e Jaboukie Young-White, entre outros. Ele tem um podcast intitulado "VIEWS" com seu colega YouTuber Jason Nash, com algumas características de Joe Vulpis e Natalie Mariduena.

#### The Vlog Squad
O termo "The Vlog Squad" foi originalmente cunhado por fãs dos vlogs de Dobrik. Refere-se ao grupo de amigos que aparece em seus vlogs, portanto, não há associação real. Vários amigos vieram e se foram, mas muitas fontes dão uma lista dos maiores nomes e das aparições mais constantes dos membros recorrentes. Dobrik atua como o centro e o líder de fato do grupo, visto que o grupo é frequentemente dirigido e reunido por ele. Aqueles que fazem aparições regulares em seus vídeos e são considerados parte do "Vlog Squad" pelos fãs são, entre outros, Liza Koshy, Josh Peck e Jason Nash
Muitas outras personalidades do YouTuber e da internet fizeram aparições como Jeffree Star, Tana Mongeau, and The Dolan Twins. Muitas celebridades também foram apresentadas nos vlogs de Dobrik, como John Stamos, Kendall Jenner, Kaia Gerber, e Howie Mandel. Dobrik também apresenta seus amigos de sua cidade natal, Vernon Hills, incluindo sua assistente Natalie Mariduena.

## Vida pessoal
Dobrik namorou Liza Koshy, do YouTube, do final de 2015 até o início de 2018, revelando seu rompimento em junho de 2018. Desde então, os dois continuam amigos íntimos, como visto em suas contas sociais.  Dobrik afirmou que fala eslovaco. Ele também fala húngaro. Em maio de 2019, David se casou legalmente com a mãe de Jason Nash, Lorraine como uma pegadinha ao amigo. Isso o tornou legalmente o padrasto de Jason. Em 12 de junho de 2019, Dobrik anunciou que ele e Nash decidiram terminar o casamento após 1 mês.

## Filmografia

### Filme, televisão e web series
| Ano  | Filme / Show / Web   | Papel         | Notas                  | Ref.   |
| ---- | -------------------- | ------------- | ---------------------- | ------ |
| 2015 | An Interrogation     | David Baker   | Papel principal        | [ 29 ] |
| 2015 | The Honest Show      | Filho         | Convidado (1 episódio) | [ 30 ] |
| 2015 | Prank U              | Ele mesmo     | Convidado (1 episódio) | [ 31 ] |
| 2016 | FML                  | Taylor Mackey | Coadjuvante            | [ 32 ] |
| 2017 | The Pain of Painting | Ele mesmo     | Convidado (1 episódio) | [ 33 ] |
| 2017 | Drug Deals           | Namorado      | Papel principal        | [ 34 ] |
| 2018 | Airplane Mode        | Ele mesmo     | Coadjuvante            | [ 35 ] |

### Vídeos de música
| Ano  | Música                  | Artista       | Papel     | Diretor           | Ref.   |
| ---- | ----------------------- | ------------- | --------- | ----------------- | ------ |
| 2017 | "Sad Song"              | Scotty Sire   | Ele mesmo | 80Fitz            | [ 36 ] |
| 2017 | "My Life Sucks"         | Scotty Sire   | Ele mesmo | 80Fitz            | [ 37 ] |
| 2017 | "Gucci Bands"           | Dom Zeglaitis | Ele mesmo | Richard Selvi     | [ 38 ] |
| 2018 | "David's Haunted House" | Scotty Sire   | Ele mesmo |                   | [ 39 ] |
| 2018 | "Cozy"                  | Trisha Paytas | Ele mesmo | Andrew Vallentine | [ 40 ] |

### Podcasts
| Ano  | Podcast                                 | Notas     | Ref.   |
| ---- | --------------------------------------- | --------- | ------ |
| 2015 | Modern Male Radio with Jerod Zavistoski | Convidado | [ 41 ] |
| 2017 | Not Too Deep with Grace Helbig          | Convidado | [ 42 ] |
| 2018 | ADHD with Travis Mills                  | Convidado | [ 43 ] |

## Prêmios
| Ano  | Premiação      | Categoria                                                          | Resultado | Ref    |
| ---- | -------------- | ------------------------------------------------------------------ | --------- | ------ |
| 2017 | Shorty Awards  | Vlogger of the Year                                                | Venceu    | [ 44 ] |
| 2017 | Streamy Awards | Breakout Creator                                                   | Venceu    | [ 45 ] |
| 2017 | Streamy Awards | Creator of the Year                                                | Indicado  | [ 45 ] |
| 2018 | Shorty Awards  | Youtuber of the Year                                               | Indicado  | [ 46 ] |
| 2018 | Shorty Awards  | Youtube Ensemble: Vlog Squad                                       | Venceu    | [ 47 ] |
| 2018 | Shorty Awards  | Podcast: Views with David Dobrik and Jason Nash                    | Venceu    | [ 48 ] |
| 2018 | Streamy Awards | Creator of the Year                                                | Indicado  | [ 49 ] |
| 2018 | Streamy Awards | First Person                                                       | Venceu    | [ 49 ] |
| 2018 | Streamy Awards | Podcast: Views with David Dobrik and Jason Nash                    | Indicado  | [ 49 ] |
| 2018 | Streamy Awards | Collaboration: David Dobrik and Jennifer Lopez - FEARBOX Challenge | Indicado  | [ 49 ] |
| 2018 | Streamy Awards | Ensemble: David's Vlog                                             | Venceu    | [ 49 ] |
| 2018 | Streamy Awards | Directing                                                          | Indicado  | [ 49 ] |